# 連邦首相府 (ドイツ)

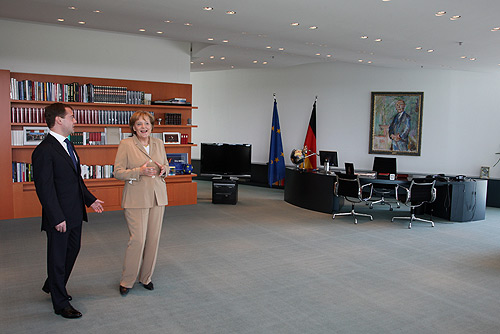
連邦首相の執務室

連邦首相府（れんぽうしゅしょうふ、ドイツ語: Bundeskanzleramt）は、ドイツのベルリンにある連邦首相の官邸である。
また、首相が主任の大臣として管轄する中央官庁（日本の内閣府にあたる）の総称としてもこの語が使われることがあり、連邦首相府長官(Chef des Bundeskanzleramtes)という官職（日本の内閣官房長官にあたる）も存在する。

## 位置
連邦首相府はベルリンのシュプレー川沿いにある。正面には国会議事堂が建つ。

## 構造
現在の連邦首相府は2001年に完成し、アクセル・シュルテスによって設計され、シュプレー川を横切り両岸に伸びるモダンな建築物である。コンクリートとガラスを基本として採光に富んだ作りとなっている。

## ドイツ連邦首相府の変遷
西ドイツ建国から、ドイツ再統一でベルリンがドイツの首都になるまでの間、首都はボンに置かれていたため、連邦首相府もボンに置かれていた。
- 1949-1976：シャウムブルク宮殿(Palais Schaumburg)が首相府として使用されていた。2001年以降は第二連邦首相府として使用されている。
- 1976-1999：新たに連邦首相府 (ボン)（英語版、ドイツ語版）が建設された。2006年からは連邦経済協力省の庁舎として使用されている。
- 1999-2001：ベルリン遷都後も現在の連邦首相府の建物が完成していなかったため、旧東ドイツの国家評議会ビル(Staatsratsgebäude)を暫定的な首相府として使用していた。

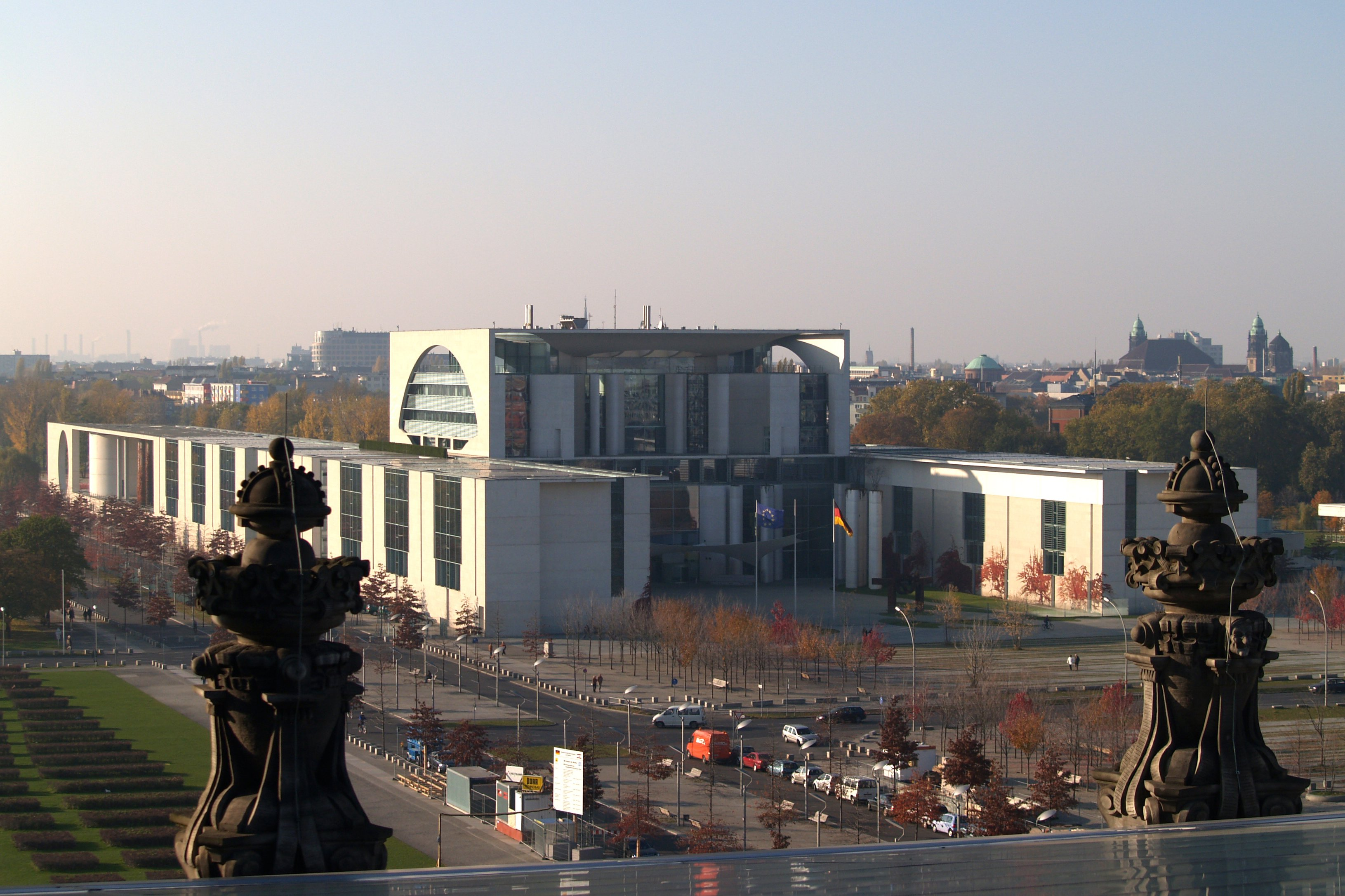
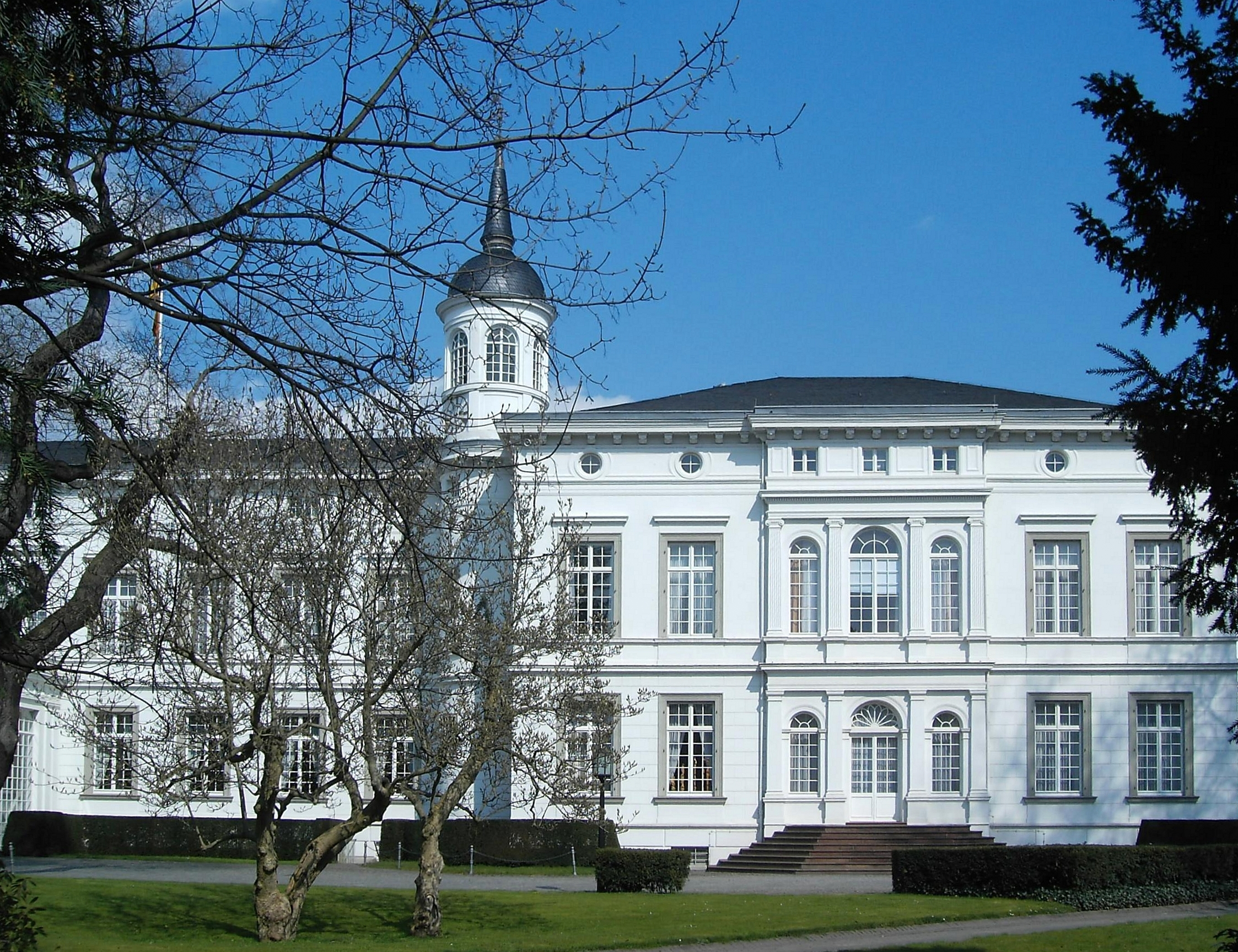
ボンのシャウムブルク宮殿
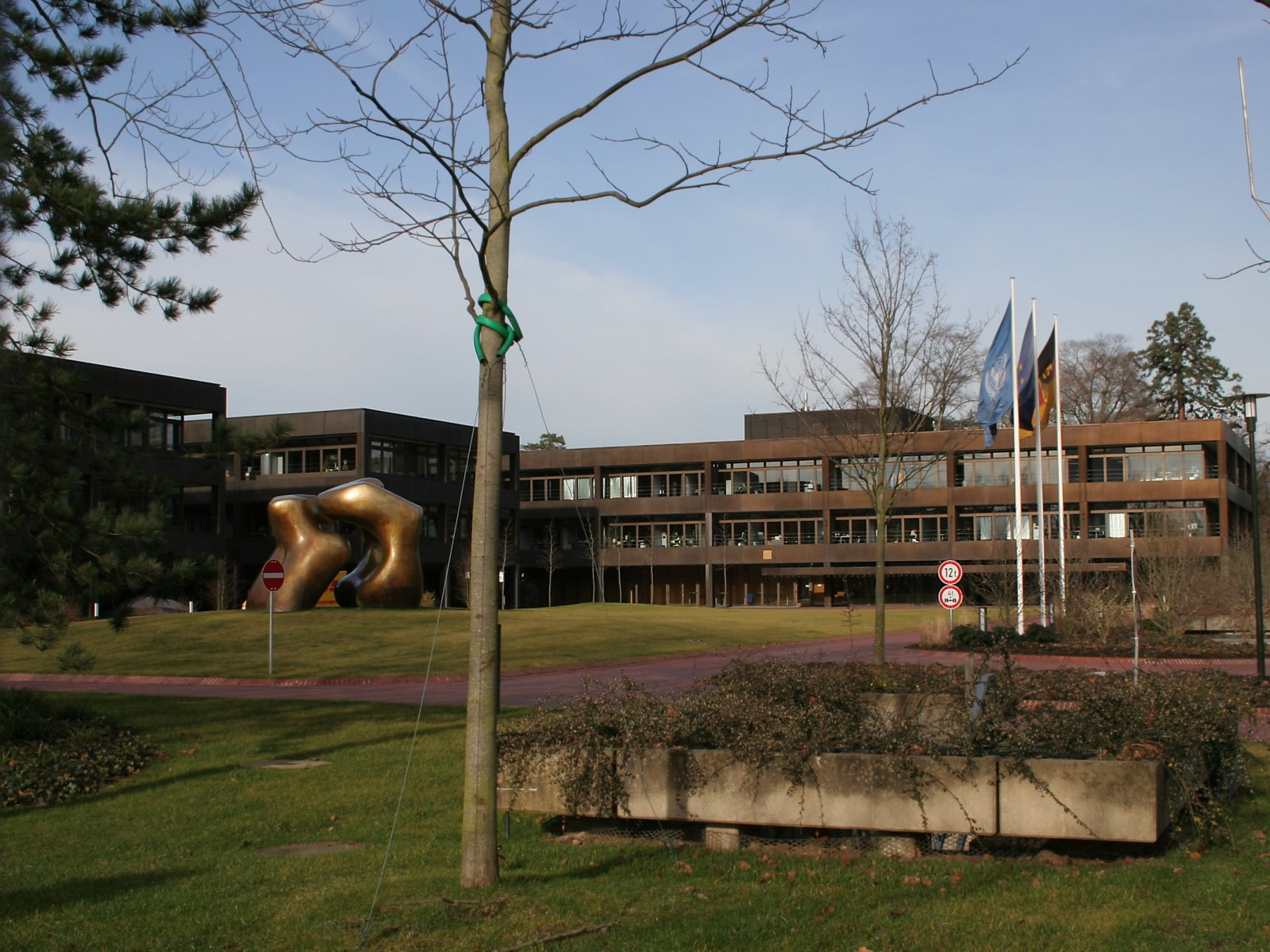
ボンの旧連邦首相府 (ボン)（英語版）
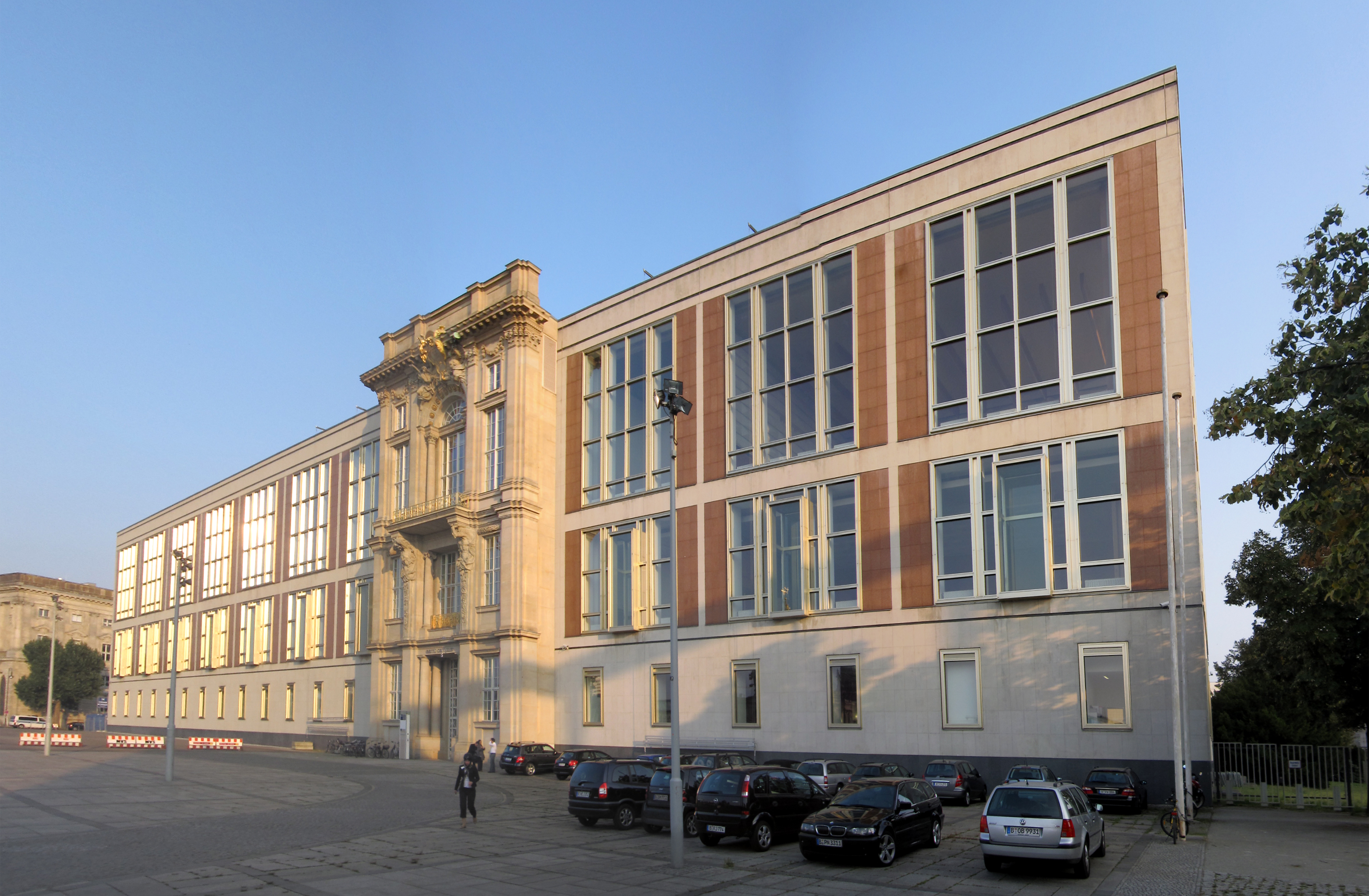
ベルリンの国家評議会ビル